# 24karats TRIBE OF GOLD
《24karats TRIBE OF GOLD》為日本團體EXILE TRIBE於2012年9月5日發行的首張單曲。

## 簡介
- 以EXILE TRIBE的名義所發行的首張作品，且與EXILE及三代目J Soul Brothers合作。
- 標題曲為EXILE成員AKIRA主演的關西電視台・富士電視台連續劇《GTO》的主題曲，為〈24karats〉〈24karats STAY GOLD〉以來的系列集大成。
- MC由嘻哈團體DOBERMAN INC擔。
- 2012年9月17日的周榜獲得第2名。
- 8月21日的RecoChoku榜的「全曲下載(R)」「來電答鈴(R)」「音樂影片」「來電影片」「旋律鈴聲」「電視/CM/電影・全曲」這6部門皆獲得冠軍[1]。

## 發行版本
- CD+DVD
- CD ONLY

## 選拔成員

### 24karats TRIBE OF GOLD
- 粗體字為主唱
  - EXILE: HIRO、松本利夫、USA、MAKIDAI、ATSUSHI、AKIRA、TAKAHIRO
  - THE SECOND: 橘KENCHI、黑木啓司、TETSUYA、NESMITH - SHOKICHI
  - 第三代J Soul Brothers: NAOTO、小林直己、ELLY、山下健二郎、岩田剛典、今市隆二、登坂廣臣

## 曲目

### CD
0. Intro
隱藏曲。內容連結了〈24karats〉〈24karats STAY GOLD〉的接續。
1. 24karats TRIBE OF GOLD
作詞：STY, P-CHO, GS, KUBO-C, Tomogen / 作曲：STY
  - 關西電視台・富士電視台連續劇《GTO》的主題曲。
  - 歌詞中出現了EXILE、二代目J Soul Brothers、三代目J Soul Brothers的歌曲名稱。
    - 「FREAKOUT!」（二代目J Soul Brothers）
    - 「GENERATION」（二代目J Soul Brothers）
    - 「1st Place」（三代目J Soul Brothers）
    - 「FIGHTERS」（三代目J Soul Brothers）
2. 24karats TRIBE OF GOLD (Instrumental)

### DVD
1. 24karats TRIBE OF GOLD (Video Clip)

## 外部連結
- EX FAMILY官方網站發行告知
- 24karats TRIBE OF GOLD 特設網站
- EXILE TRIBE「24karats TRIBE OF GOLD -short version-」音樂錄影帶（页面存档备份，存于） - YouTube